# Nazih Beydoun
Pour les articles homonymes, voir Beydoun.
Nazih Beydoun est un homme politique libanais.
Membre du Parti Baas, il occupe un poste de haut fonctionnaire au sein de la Caisse Nationale de Sécurité Sociale. Il est désigné par son parti dirigé depuis la Syrie pour intégrer le gouvernement de Rafiq Hariri en 2000, au sein duquel il sera nommé ministre d’État sans portefeuille jusqu'en 2003.